# Stilbula brunneipetiole
Stilbula brunneipetiole är en stekelart som först beskrevs av Girault 1934.  Stilbula brunneipetiole ingår i släktet Stilbula och familjen Eucharitidae. Inga underarter finns listade i Catalogue of Life.